# DRAGON FIRE
「DRAGON FIRE」（ドラゴンファイヤー）は、日本の音楽グループAAAの4枚目のシングル。2005年12月7日にavex traxから発売された。

## 概要
- 前作「きれいな空」から約1ヵ月ぶりの発売となる。
- 初単独ワンマンライブ『明日はFridayParty!!』で初披露された。ライブ映像は「ATTACK」のCD+DVD盤に収録されている。
- 楽曲内ではタムタムを使用している。またライブ等では伊藤千晃が実際に叩く事が多い。

## 収録内容

### CD+DVD
CD
1. DRAGON FIRE [4:35]
（作詞・作曲・編曲：清水昭男）
「アイチテル!」（TBS）2005年12月～2006年1月エンディングテーマ。
2. DRAGON FIRE（Instrumental）[4:33]

DVD
1. DRAGON FIRE（Music Clip）

### CD ONLY
1. DRAGON FIRE
2. DRAGON FIRE（Instrumental）